# Andrea Gardini
Andrea Gardini (* 1. října 1965 Bagnacavallo) je bývalý italský volejbalista a v současnosti trenér. S italskou reprezentací se jako hráč stal třikrát mistrem světa (1990, 1994, 1998) a jednou mistrem Evropy (1989). Na olympijských hrách v Atlantě roku 1996 získal stříbro, za čtyři roky v Sydney bronz. V národním týmu působil v letech 1986–2000 a odehrál za něj 418 utkání. Významných úspěchů dosáhl i na klubové úrovni, čtyřikrát vyhrál Ligu mistrů, nejprestižnější klubovou soutěž Evropy (1992, 1993, 1995, 1999). V prvních dvou případech to bylo s klubem Porto Ravenna Volley, v dalších dvou s Volley Treviso. Dvakrát triumfoval i ve druhé nejvýznamnější klubové soutěži, Poháru Evropské volejbalové konfederace (bývalý Pohár vítězů pohárů), jednou s klubem Zinella Volley (1987), jednou s Trevisem (1994). Také třetí nejvýznamnější klubovou soutěž, Pohár Challenge (dříve Pohár Konfederace), dvakrát vyhrál, s Trevisem (1998) a s klubem M. Roma Volley (2000). Byl vybrál Mezinárodní volejbalovou federací do výběru Nejlepší tým 20. století a v roce 2007 byl uveden do její Síně slávy. V roce 2011 se vydal na dráhu volejbalového trenéra, v letech 2011–2013 byl asistentem hlavního trenéra polské reprezentace, poté v Polsku trénoval kluby Indykpol AZS Olsztyn (2014–2017) a ZAKSA Kędzierzyn-Koźle (2017–2019) a od roku 2019 trénuje italský tým Gas Sales Piacenza.